# Traumfabrik (Showtheater)
Die Traumfabrik ist ein Kulturunternehmen, das Bühnenshows, Showkonzepte und ein jährliches Workshop-Festival im Bereich Kunst, Kultur und Bewegung anbietet. Die Rechtsform des Unternehmens ist eine GmbH & Co. KG mit Sitz in München und Regensburg. 1980 wurde die Traumfabrik von dem deutschen Choreographen und Pädagogen Rainer Pawelke als Theaterprojekt gegründet.

## Beschreibung
Bekannt wurde die Traumfabrik durch die Gestaltung großer Kulturereignisse, wie z. B. der Eröffnungsfeier der Weltmeisterschaften im Kunstturnen in Stuttgart 1989 und des „Deutschen Tags“ bei der Weltausstellung Expo 92 in Sevilla.

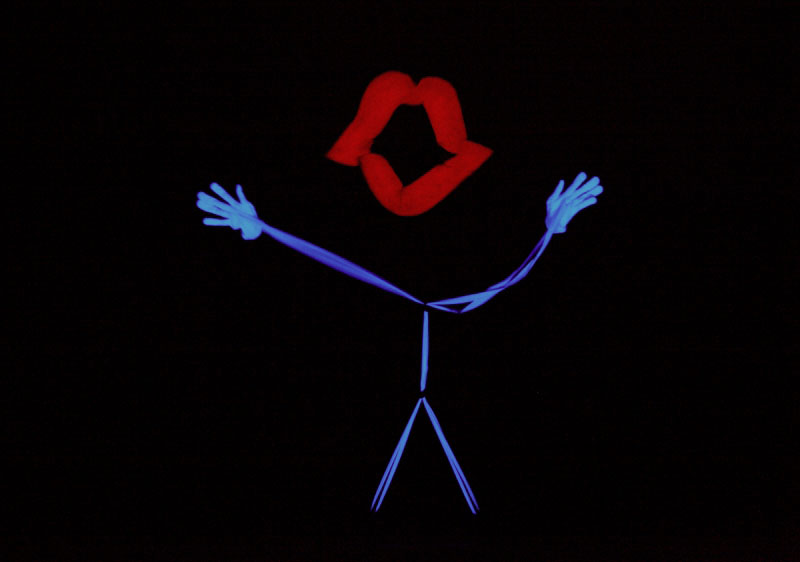
Schwarzes Theater der Traumfabrik

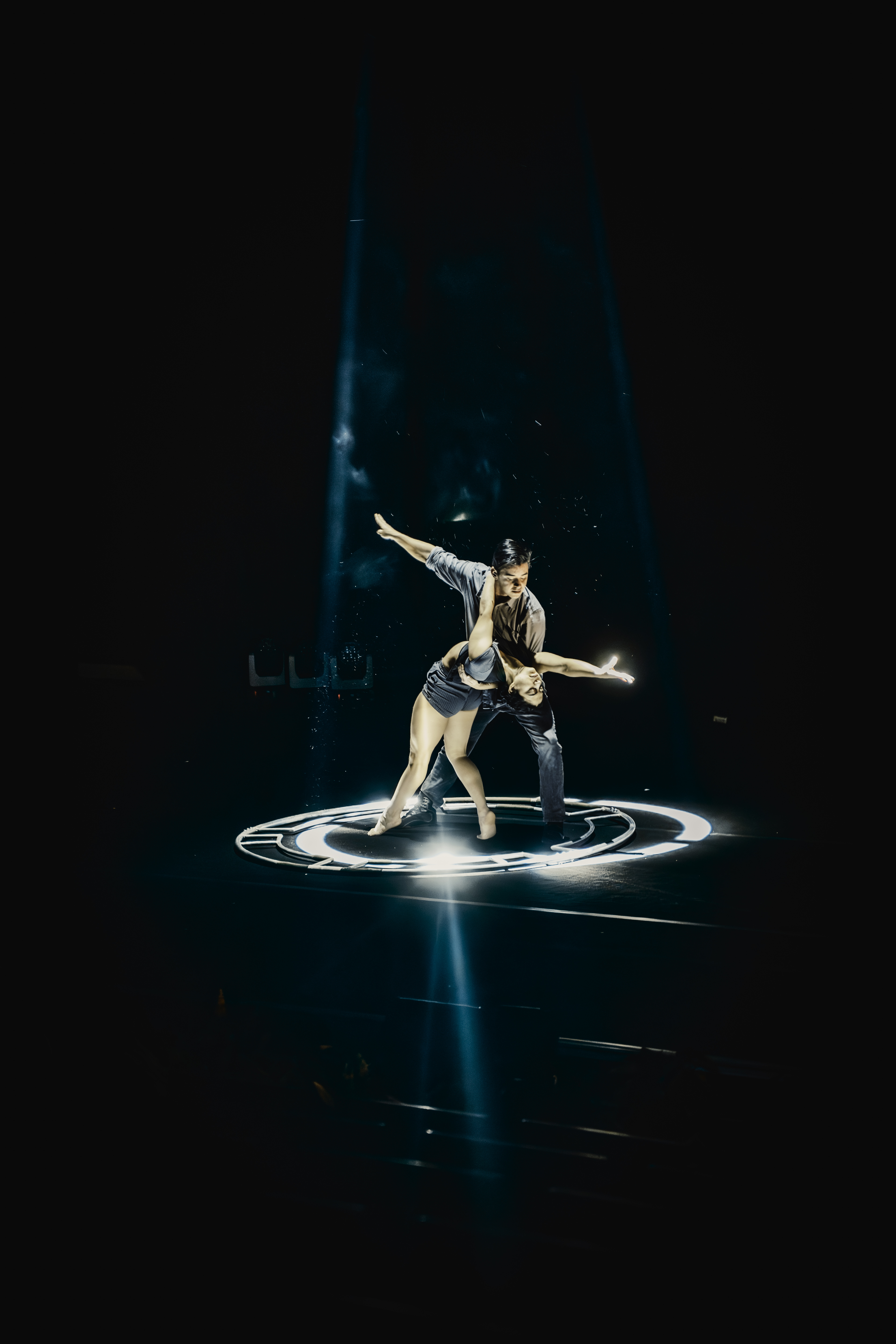
Inszenierung bei der Tournee der Traumfabrik

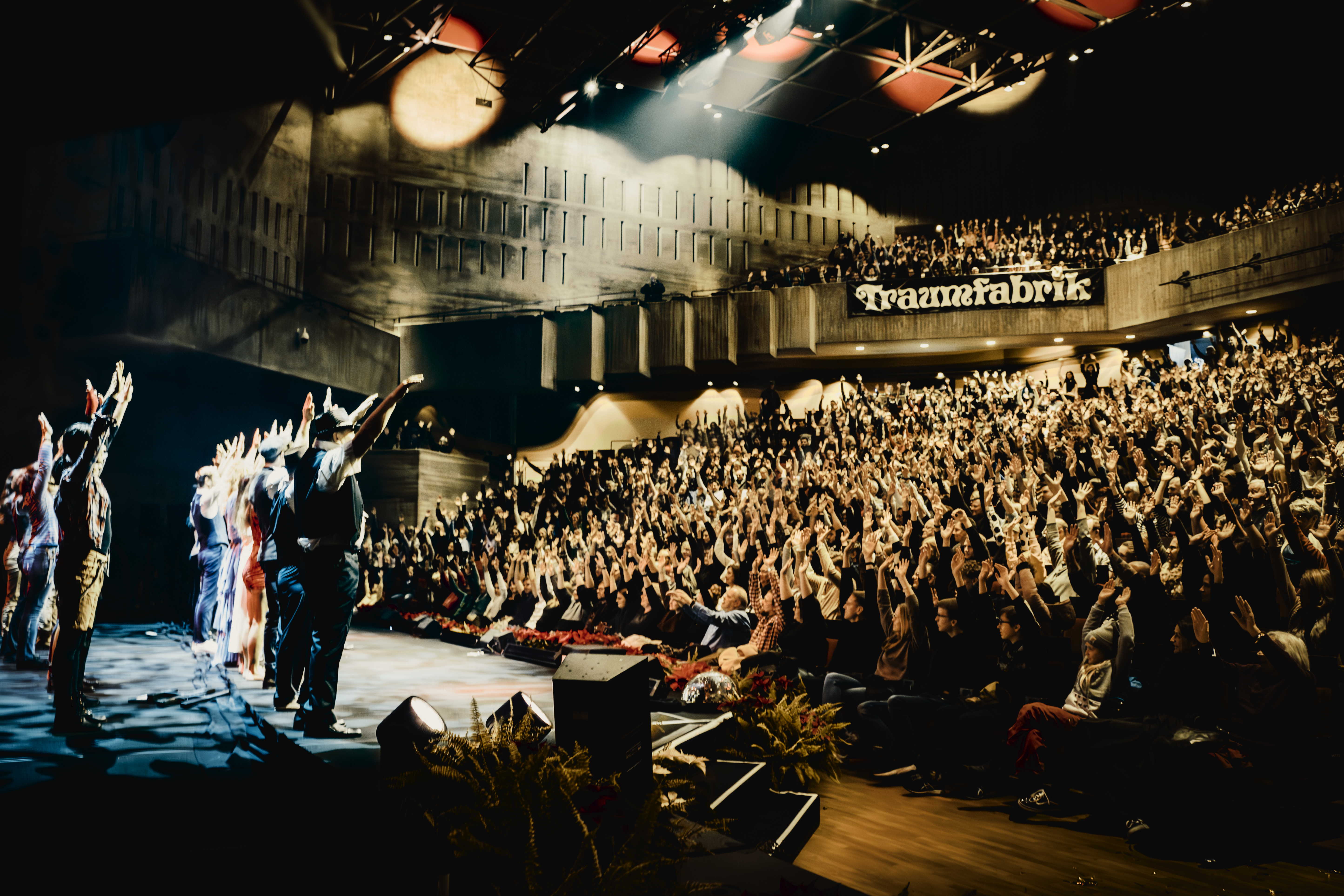
Final-Applaus bei der Traumfabrik-Tournee

Sie verbindet als Showtheater moderne Technik – z. B. großflächige Projektionen und computergesteuerte Plasma-Anzüge für Tänzer – mit alten Theatergenres wie Masken-, Schatten- und Schwarzem Theater sowie dem neueren Objekttheater. Die Traumfabrik hat ein eigenes Ensemble. Bei den Produktionen werden zusätzlich externe Tänzer, Akrobaten, Artisten und auch Companies integriert, wie z. B. das Stuttgarter Ballett, Fenfire, Jonglissimo, Catwall Acrobats, uvm. Jedes Jahr ist sie zwischen Weihnachten und Neujahr im Audimax der Universität Regensburg zu sehen. Seit 2010 schließt sich eine Tournee in ausgewählten Städten an. 
Im Fortbildungsbereich entwickelte Gründer Rainer Pawelke Anfang der 1980er Jahre die Idee, den traditionellen Sport um kreative und spielerische Elemente (Bewegungskünste, Jonglieren, Abenteuersport, Frisbee-Spiele, Seilspringen usw.) zu erweitern. Auch präsentierte die Traumfabrik Kreationen in der musisch-ästhetischen Bildung, wie das „Sporttheater“ mit u. a. künstlerischen Konzepten für Schwarzes Theater. Seit 1983 werden diese Ideen an Multiplikatoren, Kulturmanager und Pädagogen weitergegeben. Jedes Jahr fand an der Universität Regensburg die Internationale Sportkultur-Akademie der Traumfabrik statt, mittlerweile wurde die Veranstaltung in „Erlebnistage“ umbenannt und findet in ganz Regensburg statt. 

## Namensgebung
Traumfabrik, eine gängige Bezeichnung für die Filmindustrie von Hollywood, ist eine eingetragene Wortmarke des Showtheaters. In mehreren gerichtlichen Verfahren um das Namensrecht wurde konkurrierenden Institutionen und anderen Musik- und Showproduktionen die Führung dieses Namens untersagt.

## Ehrungen und Auszeichnungen
Die Traumfabrik 1990 mit dem Kulturpreis des Bayerischen Lehrer- und Lehrerinnenverband „in Anerkennung seiner herausragenden Verdienste für Innovation im Bereich des Schulsportes“ ausgezeichnet. 1993 erhielt sie den Kulturpreis der Stadt Regensburg, 2016 wurde sie von der Bundesregierung als „Kultur- und Kreativpilot“ ausgezeichnet.

## Veranstaltungen

### Kulturell (Auswahl)
- 1980: Traumfabrik-Premiere, Audimax der Universität Regensburg
- 1981: 1. Deutschland-Tournee, u. a. Münster, Oldenburg, Neumünster, Bremerhaven
- 1983: 2. Deutschland-Tournee, u. a. Bremen Stadthalle, Kiel Ostseehalle, Main Rheingoldhalle, Essen Messehalle, München (6-wöchige Spielzeit im Zelt am Kolumbusplatz[5])
- 1985: Sportler für den Frieden, Sportgala, Westfalenhalle Dortmund
- 1986: München (durch zweimalige Verlängerung insgesamt 10 Wochen Spielzeit im Theaterzelt an der Mollhalle, Hansastr. 78[5])
- 1987: Nordische Ski-Weltmeisterschaften, Eröffnungsgala, Oberstdorf
- 1989: Weltmeisterschaften im Kunstturnen, Eröffnungsfeier, Stuttgart[6]
- 1989: World Games, Eröffnungsfeier, Karlsruhe
- 1990: Kieler Woche, Eröffnungsfeiern
- 1990: Grand Slam Cup, Eröffnungsfeier, Olympiahalle München
- 1990: ARD Sportgala, Opening
- 1990: Traumfabrik – Jubiläumsveranstaltung, Olympiahalle München
- 1992: „Deutscher Tag“ bei der Weltausstellung Expo 92 in Sevilla, im Auftrag der Bundesrepublik Deutschland
- 1992: 100 Jahre Deutsche Bank – Jubiläumsveranstaltung, München
- 1997: 125 Jahre Siemens – Jubiläumsveranstaltung, Amberg
- 2001: 100 Jahre Maschinenfabrik Reinhausen – Jubiläumsveranstaltung
- 2003: Einweihungsfeier des Nepaltempels der EXPO 2000, Wiesent
- 2012: 150 Jahre Bayerischer Lehrer- und Lehrerinnen-Verband – Jubiläumsveranstaltung[7]
- 2016: Amsterdam, Leichtathletik-Europameisterschaften "Midnight Reception" des Deutschen Leichtathletik Verbands[8]
- 2017: Mitternachts-Show beim Gauklerball, Künstlerhaus München
- 2017: 150 Jahre Voith – Jubiläumsveranstaltung, Crailsheim
- 2017: Sportlerehrung der Stadt Regensburg
- 2018: MEG Milton H. Erickson Gesellschaft für Klinische Hypnose e.V., Kulturveranstaltung zum Jahrestreffen, Kurtheater Bad Kissingen
- 2018: Preisverleihung des Wettbewerbs "jugend creativ" des Genossenschaftsverband Bayern (GVB), Zenith München
- 2018: 20 Jahre amazon Deutschland, Jubiläumsfeier, marinaforum Regensburg
- 2018: Welt-Händlermeeting Audi, Remise Wien

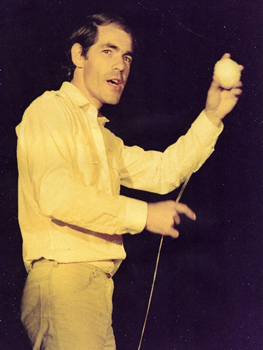
Rainer Pawelke bei der Wolle-Interaktion mit dem Publikum in den 1980er Jahren

- Rainer Pawelke bei der Wolle-Interaktion mit dem Publikum in den 1980er Jahren2019: Kitzbühel Hahnenkammrennen Audi-Night
- 2019: KUKA Weltmesse
- 2019: WÜRTH Jubilarfeier
- 2023: Siemens Sommerfest, Erlangen
- 2023: Siemens Energy Sommerfest, Erlangen
- 2023: KUKA 125-Jahr-Feier, Augsburg[9]
- 2023: Marbach 100-Jahr-Feier, Heilbronn[10][11]
- 2023: Bayerische Turnfest Gala[12]
- seit 2010: jährlich jeweils eine neue Produktion vom 28.12. bis 31.12. im Audimax der Universität Regensburg mit anschließender Tournee durch ausgewählte Städte

### Pädagogisch
- 1981: Projekt Traumfabrik, Gründung des pädagogischen Projektes Traumfabrik, Regensburg
- 1983: 1. Fortbildungsveranstaltung der Traumfabrik „Sporttheater“, München
- 1990: Sportkultur-Festival, Forschungsprojekt des Bundeswissenschaftsministeriums, Schwandorf
- 1990: Internationaler Kongress „Alternative Sport- und Bewegungskultur“, Universität Regensburg
- 1993: Internationaler Kongress „Neue Sportkultur“, Universität Regensburg
- 1994–2014: Internationale Sportkultur-Akademie der Traumfabrik, Universität Regensburg, jährlich
- seit 2015: Erlebnistage in ganz Regensburg (zuvor: Internationale Sportkultur – Akademie der Traumfabrik, Universität Regensburg), jährlich